# Джулфалакян Левон Арсенович
Левон Джулфалакян (вірм. Լևոն Ջուլֆալաքյան; нар. 5 квітня 1964, Ленінакан (нині Ґюмрі), Вірменська РСР) — радянський борець греко-римського стилю вірменського походження, чемпіон та бронзовий призер чемпіонатів світу, чемпіон Європи, переможець Кубку світу, чемпіон Олімпійських ігор. Заслужений майстер спорту СРСР з греко-римської боротьби (1988).

## Біографія
Народився в спортивній сім'ї. Батьки були гімнастами і тому відвели свого сина на заняття з гімнастики. Він виділявся своєю гнучкістю, даними, і тренери бачили в ньому перспективного гімнаста. Боротьбою почав займатися з 1977 року. Тренер Ґюмрійської спортивної школи Арам Саркісян запримітив обдарованого юнака і запропонував йому відвідувати секцію з боротьби. Наступного дня Левон пішов вже не на гімнастику, а на тренування з боротьби. Першим успіхом Джулфалакяна було 1-е місце в юнацькій першості СРСР, потім, у 1984 році, він став чемпіоном СРСР серед молоді. Після цих успіхів він був включений до дорослої збірної СРСР.
Левон Джулфалакян мав дуже коротку борцівську кар'єру, але йому все-таки вдалося виграти всі найважливіші змагання: Олімпійські ігри, світовий і європейський чемпіонати та Кубок світу.
Виступав за Спортивний клуб армії, Ленінакан. Чемпіон СРСР 1983, 1984, 1987, 1988 рр.
У 1985 році закінчив Ґюмрійський педагогічний інститут імені М. Налбандяна.
У 1999 був призначений головним тренером збірної Вірменії з боротьби. З 1999 року — Президент Союзу вірменських олімпійців. У 2002 році перший віце-голова Федерації Вірменії з боротьби. З 2003 року — член виконавчого комітету Національного олімпійського комітету Вірменії.
Тренує свого сина Арсена Джуфалакяна — чемпіона Європи і світу, срібного призера літніх Олімпійських ігор 2012 року., найкращого спортсмена Вірменії 2012 року.

## Державні нагороди
Нагороджений орденами Дружби народів, «Знак Пошани», медаллю ордена «За заслуги перед Вітчизною» II ступеня.

## Спортивні результати

### Виступи на Олімпіадах
| Змагання                    | Збірна | Вагова категорія | Місце  |
| --------------------------- | ------ | ---------------- | ------ |
| Літні Олімпійські ігри 1988 | СРСР   | 68 кг            | Золото |

### Виступи на Чемпіонатах світу
| Змагання                        | Збірна | Вагова категорія | Місце  |
| ------------------------------- | ------ | ---------------- | ------ |
| Чемпіонат світу з боротьби 1986 | СРСР   | 68 кг            | Золото |
| Чемпіонат світу з боротьби 1989 | СРСР   | 68 кг            | Бронза |

### Виступи на Чемпіонатах Європи
| Змагання                         | Збірна | Вагова категорія | Місце  |
| -------------------------------- | ------ | ---------------- | ------ |
| Чемпіонат Європи з боротьби 1986 | СРСР   | 68 кг            | Золото |

## Виступи на Кубках світу
| Змагання                    | Збірна | Вагова категорія | Місце  |
| --------------------------- | ------ | ---------------- | ------ |
| Кубок світу з боротьби 1985 | СРСР   | 68 кг            | Золото |

## Виступи на інших змаганнях
| Змагання                           | Збірна | Вагова категорія | Місце  |
| ---------------------------------- | ------ | ---------------- | ------ |
| Золотий Гран-прі з боротьби 1987   | СРСР   | 68 кг            | Срібло |
| Гран-прі Німеччини з боротьби 1987 | СРСР   | 68 кг            | Срібло |
| Гран-прі FILA 1987                 | СРСР   | 68 кг            | 5      |